# Manuel Gaspar Costa
Manuel Gaspar Costa (Luanda, 30 de dezembro de 1989) é um futebolista profissional angolano que atua como médio.

## Carreira
Manuel Gaspar Costa representou o elenco da Seleção Angolana de Futebol no Campeonato Africano das Nações de 2013.